# Domeciidae
Famille
Les Domeciidae sont une famille de crabes. Elle comprend sept espèces actuelles et deux fossiles dans quatre genres, elles sont symbiontes de cnidaires.

## Liste des genres
Selon World Register of Marine Species (22 février 2014) :
- genre Domecia Eydoux & Souleyet, 1842
- genre Jonesius Sankarankutty, 1962
- genre Maldivia Borradaile, 1902
- genre Palmyria Galil & Takeda, 1986